# 武田義頼
武田 義頼（たけだ よしより）は、室町時代から安土桃山時代、戦国時代ごろの武将。近江六角氏に生まれたが、若狭武田氏の養子となった。

## 概要
近江国の守護大名家、六角氏の六角義実（六角隆頼）の次男に産まれる。生年は不詳、母親は足利義晴の娘で、幼名は龍水丸。
天文17年（1548年）10月9日、生母が若州武田義統の正室となっていた関係で、その養子となる。この際に馬杉実宗と黒田重国を付けられたという。天文17年時点ではまだ龍水丸を称している。
後に元服して武田義頼を称した。官位は従四位下・左京大夫であったが任官時期は不明。若狭武田氏のもとで安田作兵衛（後の天野貞成）などの家臣を従えた。精兵かつ大力であったという。
永禄11年（1568年）、亡命中の足利義昭が身を寄せていた越前国の守護朝倉義景は、幕臣細川藤孝の進めを受けて上洛を定めた。この時に義頼は催促に応じ、総勢二万三千余の上洛軍のうち三千の兵を動員したという。しかし、下間頼秀率いる加賀国・能登国・越中国の本願寺門徒衆総勢八万余が朝倉義景の留守に乗じて攻め入ろうとしていると聞き、大いに驚いた義景は同年6月18日の予定であった上洛軍の進発を遅らせた。翌7月、足利義昭は一乗谷を去った。
天正10年（1582年）6月、死去する。法名は崇喜。
次男の武田信隆は、宇喜多家に仕えて関ヶ原の戦いで討死し、子孫は和気郡佐伯村に土着した。